# Nihontō

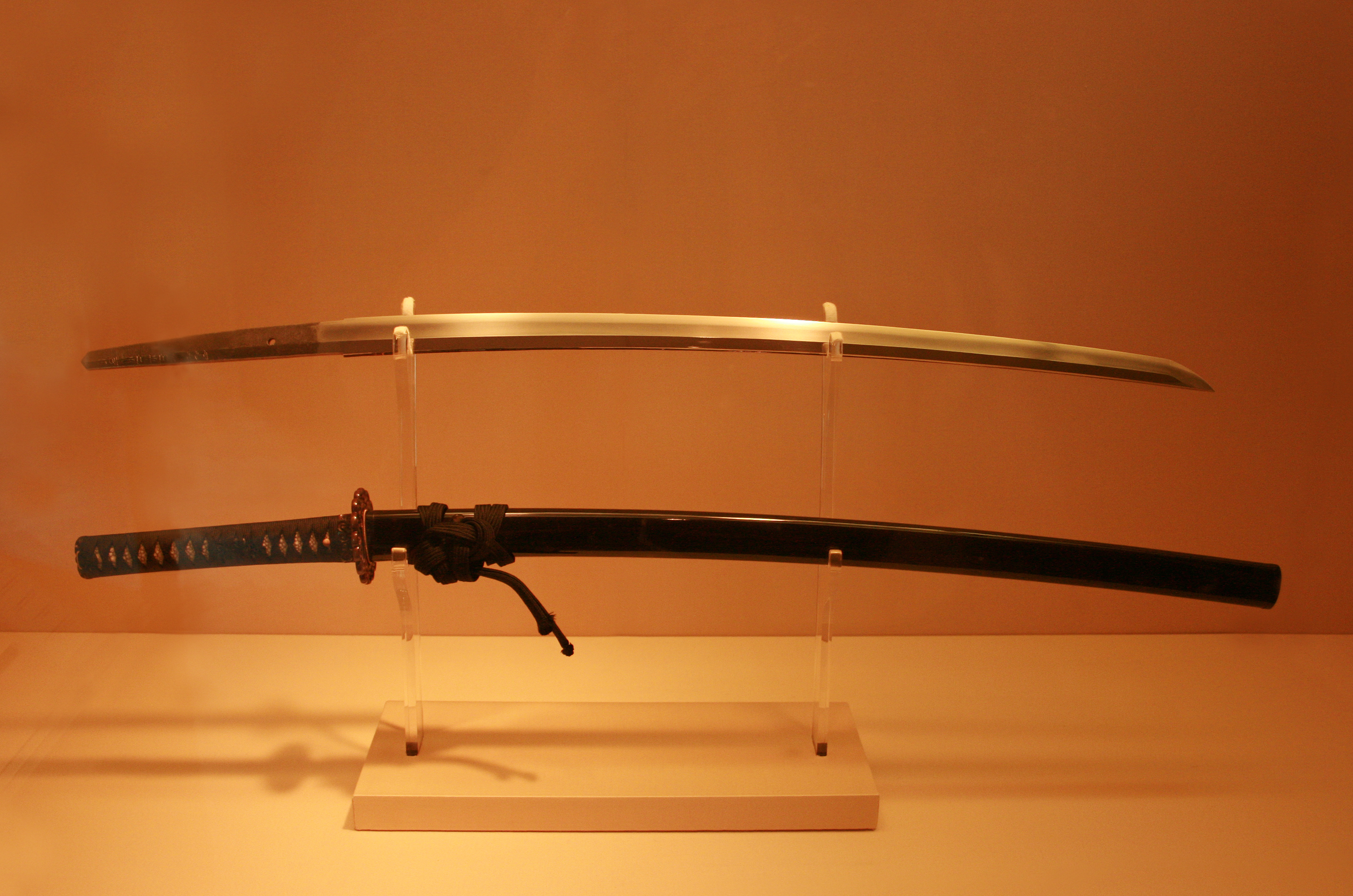
Lưỡi kiếm và bọc kiếm Katana trên giá đỡ

Nihontō (日本刀 (Nhật Bản đao)/ にほんとう) là từ thông dụng để chỉ các loại binh khí lạnh có lưỡi dài và sắc bén như đao, kiếm hay tương tự, xuất phát từ Nhật Bản. Từ này dùng chung cho nhiều loại binh khí tương ứng trong tiếng Nhật như katana, wakizashi và tachi. Một số loại vũ khí khác được tính vào dạng này là nagamaki, naginata, yari...